# Gauri Sankar (Dholkha)
Gauri Sankar (nep. गौरीशंकर) – gaun wikas samiti w środkowej części Nepalu w strefie Dźanakpur w dystrykcie Dholkha. Według nepalskiego spisu powszechnego z 2001 roku liczył on 303 gospodarstw domowych i 1397 mieszkańców (689 kobiet i 708 mężczyzn).